# Paradimorfita
La paradimorfita és un mineral de la classe dels sulfurs.

## Característiques
La paradimorfita és un sulfur de fórmula química As₄S₃. Va ser aprovada com a espècie vàlida per l'Associació Mineralògica Internacional i publicada el 2022. Cristal·litza en el sistema ortoròmbic.
Les mostres que van servir per a determinar l'espècie, el que es coneix com a material tipus, es troben conservades a les col·leccions de referència del departament de química de la Universitat de Milà (Itàlia), amb els números de mostra: 2020-03/6121 i 2020-04/4226.

## Formació i jaciments
Va ser descoberta a la Solfatara di Pozzuoli, situada al municipi de Pozzuoli de la Ciutat metropolitana de Nàpols (Campània, Itàlia). Aquest indret és l'únic a tot el planeta on ha estat descrita aquesta espècie mineral.